# Nakamura Utaemon VI
Det här är en artikel om en person med japanskt personnamn; Nakamura är familjenamnet.

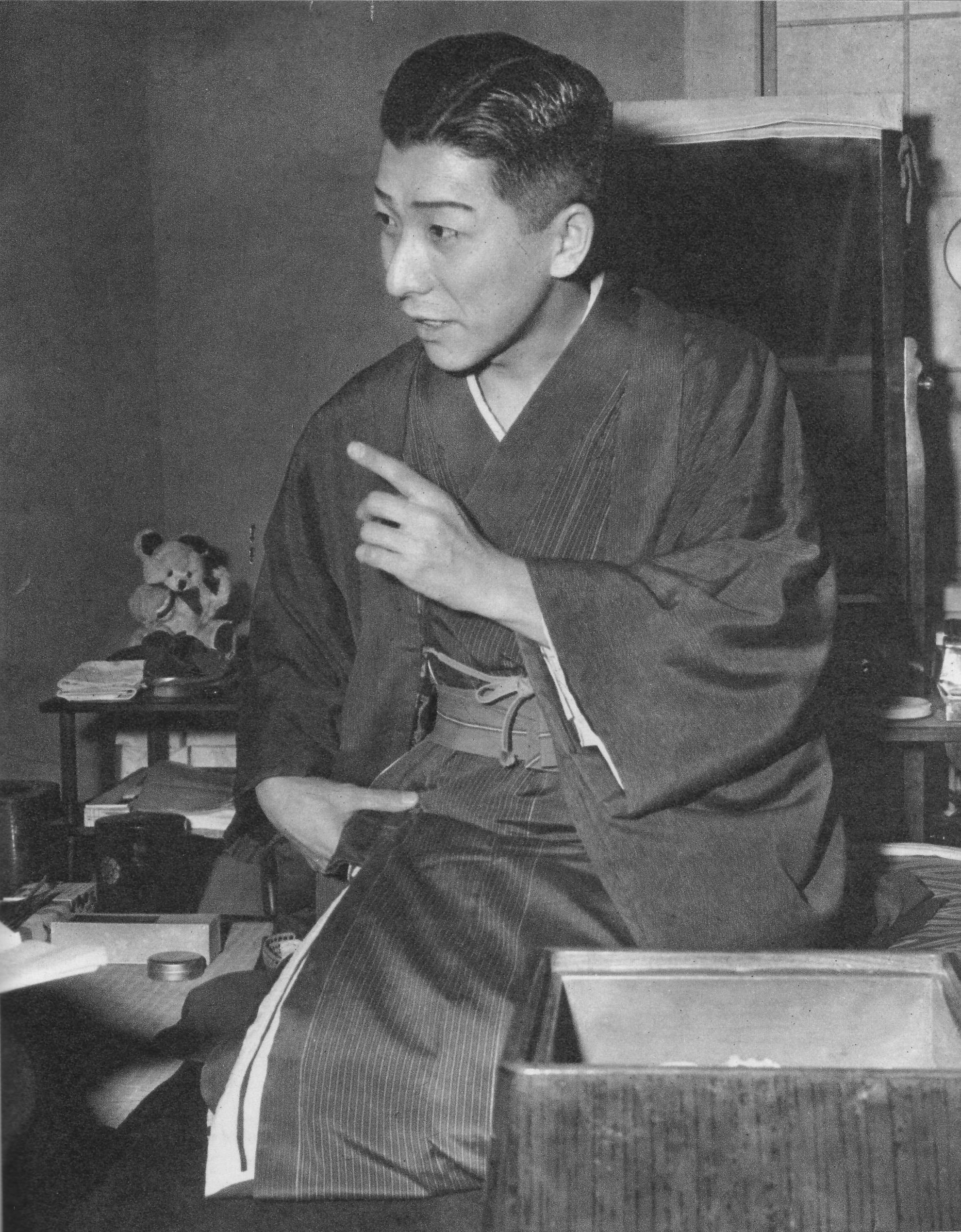
Nakamura Utaemon år 1951

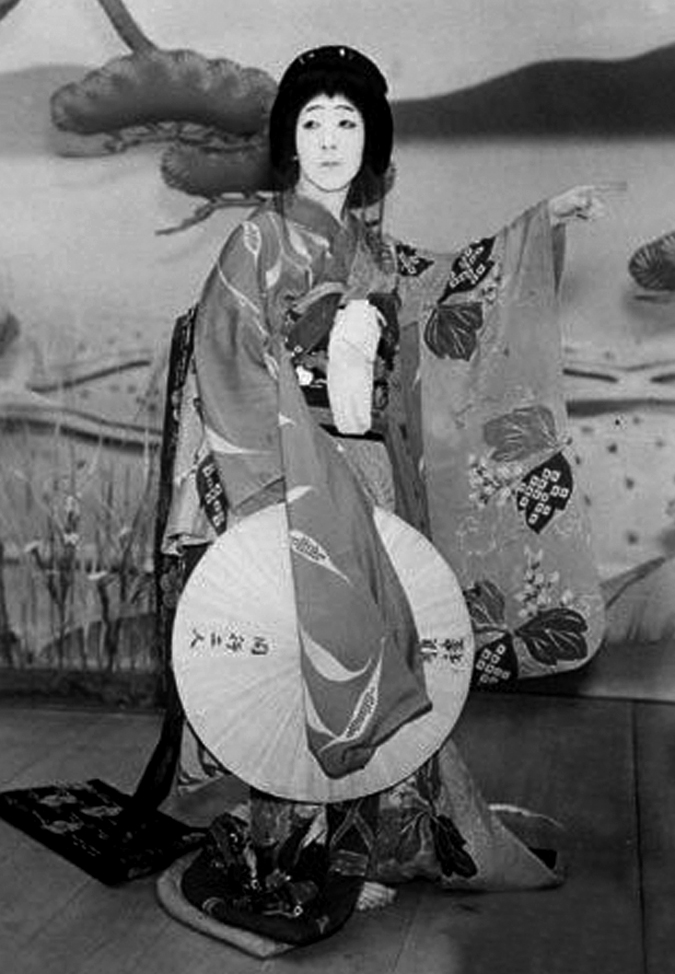
Nakamura som Onatsu i Kabuki-zas uppsättning av Onatsu Kyōran år 1939

Nakamura Utaemon VI (中村 歌右衛門), född som Fujio Kawamura den 20 januari 1917, död 31 mars 2001, var en japansk kabuki-skådespelare och konstnärlig ledare för teatern Kabuki-za i Tokyo. Han räknas bland historiens främsta onnagata (män som spelar kvinnoroller) och var en av Japans "levande nationalskatter".

## Biografi
Nakamura Utaemon VI var son till Utaemon V och kom från en familj som i sex generationer varit kabuki-skådespelare. Han föddes den 20 januari 1917 i Tokyo med namnet Fujio Kawamura och gjorde sin  teaterdebut redan vid fem års ålder. I sin tidiga karriär bytte han namn flera gånger, först till Nakamura Kotaro III år 1922, därefter Nakamura Fukusuke VI 1933 och sedan Nakamura Shikan VI 1941, innan han slutligen 1951 tog namnet Utaemon som han är känd som. Samma år spelade han bland annat Omiwa i Imoseyama Onna Teikin, Hanako i Kyokanoko Musume-Dojoji och Prinsessan Yuki i Gion Sairei Sinko-ki: Kinkaku-ji, alla tre vid Kabuki-za i Tokyo. Precis som sin far och sin storebror (som dog ung) specialiserade han sig på onnagata-roller. Han uppträdde år 1953 i Kyokanoko Musume-Dojoji inför Showa-kejsaren och kejsarinnan, och grundade året efter teatersällskapet Tsubomi-Kai för att uppvisa nya kabuki-pjäser, som han arbetade med utöver sina ordinarie uppvisningar som var 25 dagar i månaden. Han brukade dessutom delta i upp till sju akter per pjäs, till skillnad från det vanliga att en skådespelare i kabuki bara är med i två eller tre av dem.
Nakamura Utaemon blev även en av de mest kända kabuki-skådespelarna utanför Japan. Hans första utlandsframträdande var en turné i USA år 1960 som en del av hundraårsjubileet av Townsend Harris handelsavtal med Japan. Senare deltog han även i turnéer till Sovjetunionen, Europa, Kanada och Australien. Han blev hedersmedborgare i Las Vegas, där han gillade att spela, och filmstjärnorna Ingrid Bergman, Greta Garbo samt Grace Kelly sägs ha varit hans fans. Under 1960-talet blev han även medlem av Japans konstakademi och den yngsta personen att någonsin erkännas som en "levande nationalskatt" av japanska staten. Under sin livstid var Nakamura dessutom ordförande och medlem av flera olika teaterrelaterade föreningar och sällskap. År 1986 publicerades hans biografi, författad av honom själv och Shizuo Yamakawa, och 1993 sändes en dokumentärserie om hans liv på NHK. Hans sista framträdande skedde 1996, och samma år erhöll han den högsta graden av Heliga skattens orden. Han avled den 31 mars 2001.
Nakamura Utaemon var en ledande figur inom kabuki under efterkrigstiden, då nya värderingar gjorde att traditionella japanska konstformer ifrågasattes. Han blev genom sin skönhet och elegans en symbol för kabukins och onnagata-rollernas storhet. Särskilt känd är han i rollen som en mor som letar efter sitt barn i pjäsen Sumidagawa. Vid sin namngivningsceremoni beskrevs han som en "gudomlig budbärare given till kabuki från Himlen".

## Utmärkelser
- Medlem i Konstakademin, 1964[2]
- Levande nationalskatt, 1968[1][2]
- Person med särskilda kulturella förtjänster, 1972[2]
- Kulturorden, 1979[1]
- Praemium Imperiale, 1995[2]
- Grand Cordon av Heliga skattens orden, 1996[1][2]